# Чех (князь)

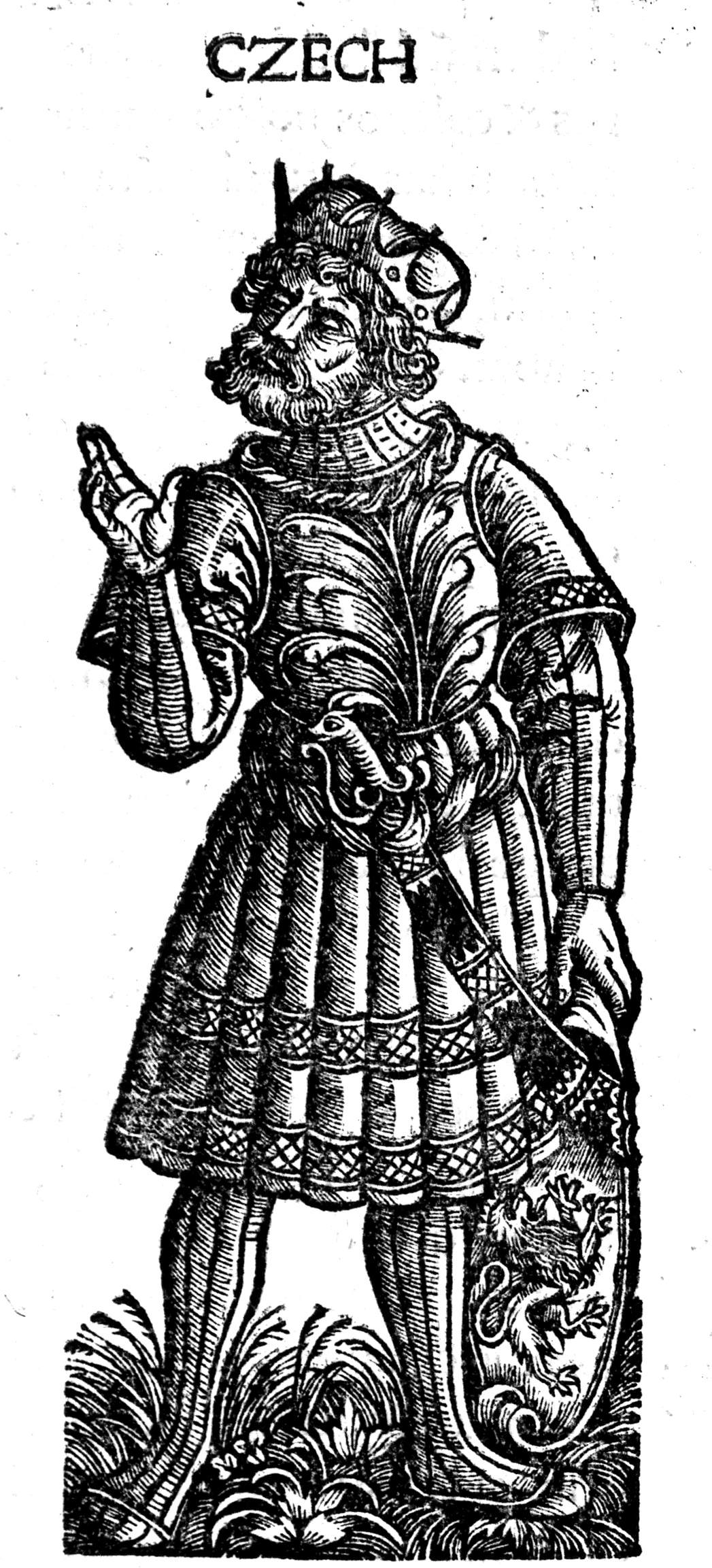
Чех з «Chronica Polonorum»

Чех (чеськ. Čech), або Боге́м (лат. Bohemus, Богемус) — легендарний прабатько чехів. Вперше згадується як князь Богем в латинській «Chronica Boemorum» Козьми Празького (1125). Він із своїм племенем осів на незаселених землях і заснував державу, назвавши її своїм іменем. Хроніка розповідає, що князь заснував своє місто на горі Ржип, де також було капище (богів і ритуали вони принесли із своєї батьківщини). За Космасом, після Богема влада перейшла до Крока, що був його сином (так пише Градісте-Опатовіцький (Hradiště-Opatovice) літопис). Хроніка Даліміла вказує на те, що Богем прибув до чехів разом із дружиною і 6 братами з Каринтії, звідки його вигнали за вбивство. Літописець Вацлав Гаєк провів підрахунки, за якими Богем зі своїм плем'ям осів у Чехії в 644 році. Нарешті, Великопольська хроніка зазначає, що Чех був молодшим братом Ляха і Руса, і прибули вони із Паннонії. В пізнішій, чеській версії, цієї легенди, Рус уже не згадується.